# Louis Saint-Martin du Plessis
Louis Saint-Martin du Plessis, est un avocat et révolutionnaire français, né en 1765 à La Sauvagère dans l'Orne, membre du Tribunal révolutionnaire de la Mayenne. 

## Biographie

### Origine
Il est le fils de Charles de Saint-Martin de la Rigaudière, marchand de fer, qui possédait une manufacture à La Sauvagère dans l'Orne. 

### Révolution française
Il est compromis avec son père dans l’organisation de la révolte agraire en Normandie en juillet 1789. Il rédige un mémoire destiné à obtenir l’élargissement de son père. 
Il commence sa carrière d’avocat à La Ferté-Macé. Il se marie à La Sauvagère avec Adélaïde Perrier. 
Il s'installe ensuite comme avoué au marquisat de Lassay. Il prend le nom de Saint-Martin-La Rigaudière. 
Il est l'avoué de Jean-Baptiste Volcler à Lassay en compagnie d'un marchand, Paul Laporte. 

#### 1793
En pleine séance municipale, le 6 janvier 1793, on veut désarmer comme suspect René Chappe, receveur de l'enregistrement et des droits réunis, malgré sa position et ses preuves de fidélité. Chappe proteste énergiquement et dénonce le comportement des 3 hommes.
Il crée un club à Lassay en juin 1793 pour lutter contre le fédéralisme. 
Il revendique après la mort de Jean-Paul Marat son nom qu'il s'honore de porter en l'an II. Marat-Martin devient membre du comité de surveillance de la commune, puis agent national du district. La Terreur s'installe. À partir de l’automne 1793, il applique les mesures de salut public par des méthodes qui lui vaudront un autre surnom : celui de Martin-Bâton.

### Evacuation de Laval
Quelques mois plus tard, la guerre de Vendée éclate, les royalistes passent la Loire, le 18 octobre 1793, et sont maîtres de Château-Gontier. Laval est évacuée à son tour. Les administrateurs du département, pour éviter que les détenus, prêtres réfractaires et suspects, parmi lesquels se trouvaient quelques patriotes, soient délivrés par les Vendéens, résolurent de les faire conduire loin du théâtre de la guerre. 
Le 23, au matin, ils sont dirigés sur Mayenne. Les prêtres sont emmenés à Lassay, pour être conduits à Couterne, puis à Rambouillet. Les prêtres subissent de la part de Marat-Rigaudière, qui accompagne le convoi des prisonniers, des insultes et des coups. Une enquête dressée par Pierre Grosse-Duperon, juge de paix à Couterne en 1795 permet d'illustrer les comportements de Marat-Rigaudière.

### 1794
Moins d'un mois après la chute de Robespierre, une dénonciation arrive au comité de Salut Public.

### Procès
Le représentant Jean-François Boursault-Malherbe est chargé de différentes missions politiques dans l'ouest et notamment dans la Mayenne, où il tient une conduite relativement modérée. Il fait arrêter un certain nombre de terroristes à Laval, supprime la Commission militaire révolutionnaire du département de la Mayenne et réorganise le tribunal criminel, qui reprend ses fonctions le 16 octobre 1794. Il est un de ceux qui contribuèrent le plus à la mise en accusation de François Joachim Esnue-Lavallée et de ses complices. 
Le 10 novembre 1794, Boursault était à Lassay-les-Châteaux, il rassembla le club des jacobins dans l'église, qu'il avait pris soin de faire garder par une compagnie de gendarmes. Après une allocution contre le régime de la Terreur et ses agents, il commande aux gendarmes de se saisir de Marat-Rigaudière, de Pottier, de Jean-Baptiste Volcler et de Pierre Laporte. Ces deux derniers parvinrent s'évader, et Boursault repartit le lendemain, conduisant les deux autres en prison à Laval. 
Jean-François Boursault-Malherbe, éclairé sur les crimes commis au nom de la République par les Jacobins de Laval est résolu de faire arrêter les plus coupables d'entre eux dont Saint-Martin-Rigaudière, agent national du district de Lassay qui est mis en prison. On perquisitionna dans les papiers des jacobins, dans ceux du tribunal et du comité révolutionnaires, au département, à la municipalité, etc. et François Midy fut chargé d'instruire contre eux.